# Georges Osmont
Pour les articles homonymes, voir Osmont.

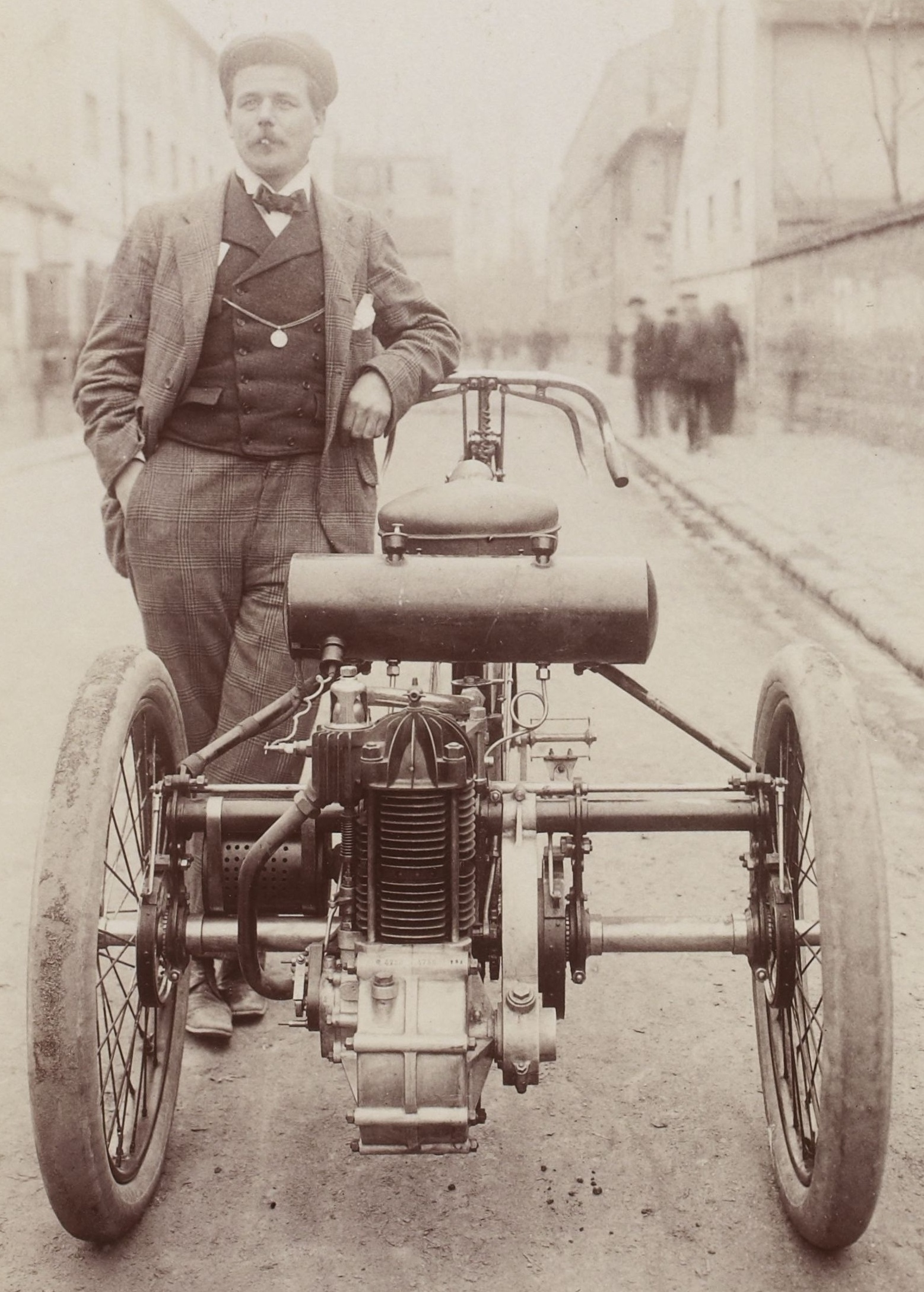
Georges Osmont à côté du tricycle Griffon utilisé en avril 1902 pour battre le record du kilomètre lancé à Nice.

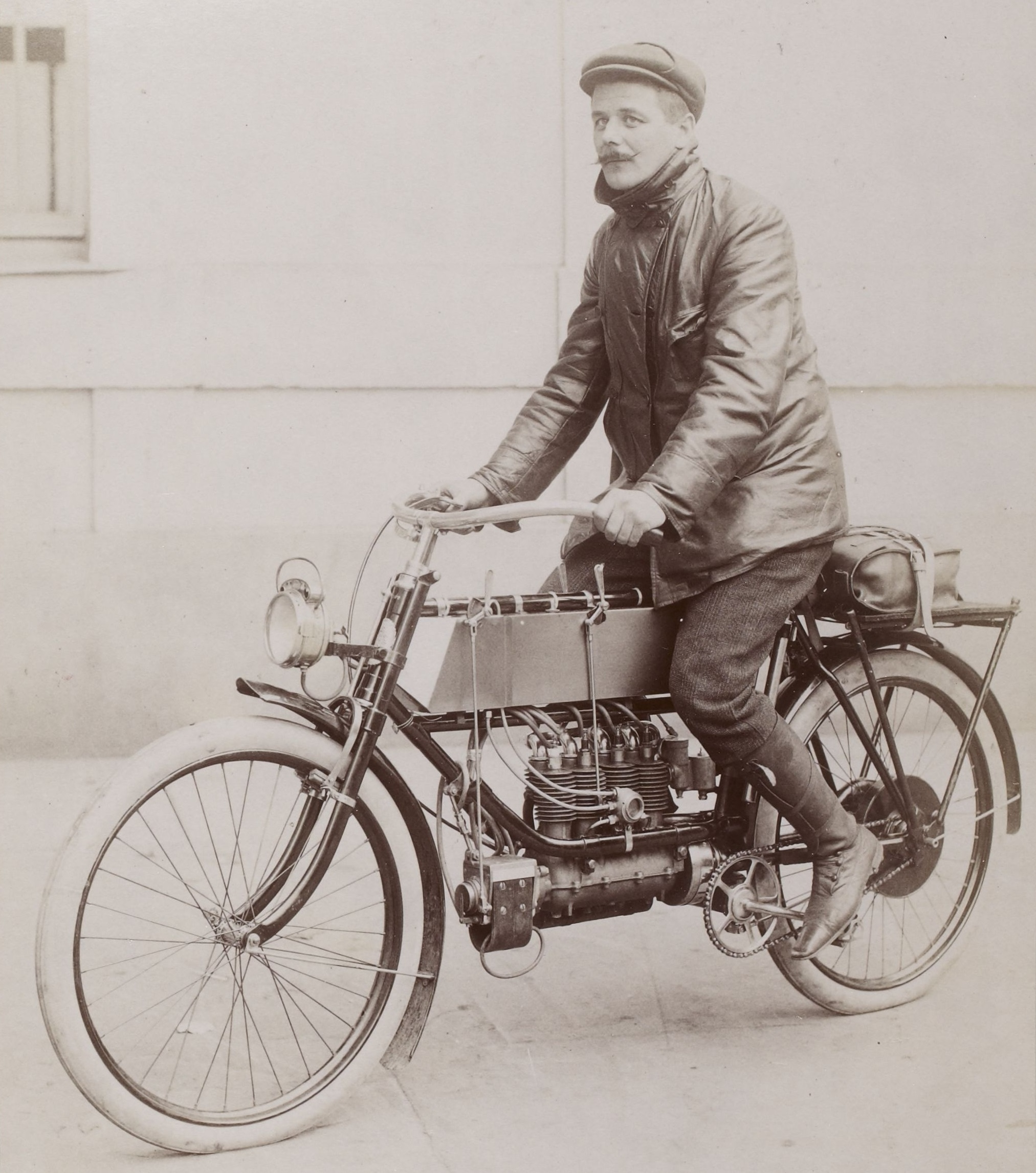
Le Tour d'Europe d'Osmont (départ le 16 novembre 1904).

Georges Osmont, dit Le Roi du Motocycle et de la Motocyclette, est un pilote français de compétition des débuts de la motocyclette (après avoir évolué sur motocycle De Dion-Bouton dès 1897).

## Biographie
Osmont remporte en 1895 - en 47 heures - la course Paris-Bordeaux-Paris, dans la catégorie deux-roues sur Ducan et Suberbie, une pétrolette (surnom d'un modèle fabriqué sous licence Hildebrand et Wolfmüller). Toujours dans sa catégorie, il gagne le Paris-Trouville en 1897 (bicycle), le Marseille-Nice et la Course de Périgueux en 1898, la Course de Pau, le Paris-Berlin en 1901 avec une De Dion (9e au général), le Circuit du Nord et le Paris-Vienne en 1902 toujours avec la même marque. Début avril 1899, il s'impose après 276 kilomètres dans la course spécifique aux motocycles du Paris-Roubaix. Il gagne également la Coupe de Deauville en 1901.
Il est le premier à atteindre les 100 km/h sur un deux roues en 1901 à Achères. Il obtient également à l'occasion  le record de vitesse sur un mile, en 58 secondes et 3/5 (record absolu pour tous véhicules motorisés). Le 10 mars 1902, celui des 50 kilomètres en 33 minutes lui appartient à son tour, puis celui du kilomètres lancé la même année en 33 secondes à 109,090 km/h, toujours avec un tricycle De Dion (le 13 avril lors de la Semaine automobile de Nice, sur la Promenade des Anglais). Il est encore recordman de vitesse au Circuit Européen, sur une F.N. (Fabrique Nationale). 
Après ses multiples succès sur piste, ainsi qu'un duel resté fameux contre Alessandro Anzani le 7 juillet 1904,, il effectue un Tour de France motocycliste en solitaire, du 16 novembre au 16 décembre 1904. À cette occasion, il accomplit 2 700 kilomètres en exactement un mois, arrivant même avec un quart d'heure d'avance sur le moment qu'il s'était fixé pour son ultime étape.
Paul Baras, Dominique Lamberjack, Victor Rigal et Henri Béconnais firent partie de ses autres adversaires habituels notables.
Il lui est arrivé de disputer quelques courses sur voiturettes et voitures légères, à la Coupe des Voiturettes 1900 avec Phebus Aster, et au Paris-Madrid 1903 avec Darracq (voiture légère).
Il obtient par la suite son brevet aéronautique le 3 février 1911, sous le no 361 par l'Aéro-Club de France (*).